# مارك مارتن
مارك مارتن (بالإنجليزية: Mark Martin)‏ هو مهندس وسياسي أمريكي، ولد في 18 فبراير 1968 في كانساس سيتي في الولايات المتحدة. حزبياً، نشط في الحزب الجمهوري. وقد انتخب عضو مجلس نواب أركنساس.